# Harapeko
「Harapeko」（ハラペコ）は、男性アイドルグループ・忍者による10枚目のシングル。1993年7月21日発売。

## 概要
翌年の1994年に志賀泰伸・古川栄司が脱退したため、6人では最後のシングルとなった。

## 収録曲
1. Harapeko
  - 作詞：村上和也・西岡秀基、作曲：長沢ヒロ、編曲：岩田雅之

ハウス食品「バーモントカレー」コマーシャルソング
PVでは実際にメンバー達がカレーライスを作っており、レシピも字幕で詳しく記されている。
2. Harapeko（オリジナル・カラオケ）
3. Harapeko（元祖"ハウス"MIX）
4. Harapeko（TVCFバージョン）